# جبهة التحرير القومية
حزب جبهة التحرير القومية حزب سياسي مصري عقد مؤتمره التأسيسي بعد ثورة يناير بمشاركة أكثر من 20 ألف مواطن في 25 فبراير 2011